# Gare de Baraqueville - Carcenac-Peyralès
La gare de Baraqueville - Carcenac-Peyralès est une gare ferroviaire française de la ligne de Castelnaudary à Rodez, située sur le territoire de la commune de Baraqueville, site de l'ancienne commune de Carcenac-Peyralès, dans le département de l'Aveyron en région Occitanie.
C'est une halte voyageurs de la Société nationale des chemins de fer français (SNCF) du réseau TER Occitanie, desservie par des trains express régionaux circulant entre Toulouse-Matabiau et Rodez.

## Situation ferroviaire
Établie à 753 mètres d'altitude, la gare de Baraqueville - Carcenac-Peyralès est située au point kilométrique (PK) 473,357 de la ligne de Castelnaudary à Rodez, entre les gares de Naucelle et de Luc-Primaube.

## Fréquentation
De 2015 à 2023, selon les estimations de la SNCF, la fréquentation annuelle de la gare s'élève aux nombres indiqués dans le tableau ci-dessous.
| Année               | 2015  | 2016  | 2017  | 2018  | 2019  | 2020  | 2021   | 2022   | 2023   |
| ------------------- | ----- | ----- | ----- | ----- | ----- | ----- | ------ | ------ | ------ |
| Nombre de voyageurs | 5 699 | 6 053 | 6 141 | 6 223 | 9 837 | 7 645 | 10 006 | 13 212 | 17 518 |

## Service des voyageurs

### Accueil
Halte SNCF, c'est un point d'arrêt non géré (PANG) à accès libre.
Un passage à niveau planchéié permet la traversée d'une voie et l'accès aux quais.

### Desserte
Baraqueville - Carcenac-Peyralès est une halte voyageurs du réseau TER Occitanie, desservie par des trains express régionaux qui relient Toulouse-Matabiau à Rodez (ligne 2). Le temps d'attente entre chaque train varie de 1 heure à 3 heures 30 en semaine. Le temps de trajet est d'environ 2 heures depuis Toulouse-Matabiau et d'environ 20 minutes depuis Rodez.

### Intermodalité
Un parking pour les véhicules y est aménagé. 